# 草間直方
草間 直方（くさま なおかた、宝暦3年（1753年）9月 - 天保2年2月25日（1831年4月7日））は江戸時代の思想家、商人（両替商）。『三貨図彙』の筆者。

## 人物・略歴
丁稚から叩き上げで番頭まで上がり、独立した人物である。父は京都の商人枡屋唯右衛門（ただえもん）。宝暦12年（1762年）、10歳のとき京都四条の鴻池家の京都両替店に丁稚奉公した。翌年、河内国（現、大阪府）の鴻池新田会所に転勤した。安永3年（1774年）に鴻池家の別家のひとつ大坂尼崎町の草間家の婿養子に迎えられ、鴻池伊助と称して大坂今橋の鴻池本家に勤務した。本家勤務は35年におよんだが、後半20年のうち最初の5年は支配人見習、あとの15年間は支配人という立場となった。文化5年（1808年）に願い出て独立（「自分家業」）が許された。その後は、今橋に店を構え、肥後国熊本藩、陸奥国盛岡藩など諸藩の御用商人として活動し、経済顧問の役割も果たした。
この間、両替商を営みながら懐徳堂で学んでいる。師は中井竹山（1730 - 1824）とその実弟中井履軒（1732 - 1817）であった。同じく懐徳堂で学び、同時代に活躍した山片蟠桃（1748 - 1821）も枡屋の番頭として諸藩の財政・金融などに関わり、多くの著作を残したが、蟠桃が「無鬼論」など哲学的著述が中心としたのに対し、直方は経済論を展開した。
とりわけ名著として知られるのが文化12年（1815年）に完成した『三貨図彙』44巻で、20年を費やして著された、古代から江戸期に至る詳細な貨幣・物価・金融・貿易に関する史書である。経済の動向を冷静にみつめ、合理的に解釈する態度によって、当時としては先進的な経済・金融に関する論評を含んでおり、江戸幕府の物価（米価）政策を批判し、節約を善とする風潮のなかで消費活動を肯定するなど、その透徹した経済観は近代合理主義を先取りしたものとして評価される。
文政2年（1819年）から4年（1821年）にかけて、大坂勤番御弓奉行勤めだった幕府旗本の近藤重蔵（1771 - 1829）とも親交を結んでいる。
大正13年（1924年）、従五位を追贈された。

## 著作
- 『三貨図彙』 - 日本の貨幣史。
- 『草間伊助筆記』
- 『鴻池新田開発事略』
- 『茶器名物図彙』